# Financiamiento de la ciencia

Cinco antenas del Australia Telescope Compact Array, cerca de Narrabri.

Financiamiento de la ciencia se refiere al sostenimiento económico de la investigación científica, tanto en ciencias "duras" y tecnología, como en ciencias sociales y humanidades. El término a menudo connota el financiamiento obtenido a través de un proceso competitivo, en el que un conjunto de proyectos de investigación son evaluados y los más prometedores reciben financiación. Estos procesos son administradas por el gobierno, corporaciones o fundaciones. 
La mayoría de la financiación de investigación proviene de dos fuentes principales: las empresas (a través de investigación y desarrollo), entre ellas grandes empresas tecnológicas con I+D propio, y los Gobiernos (principalmente a través de universidades y organismos gubernamentales especializados, a menudo conocidos como consejos de investigación). Algunas investigaciones científicas son llevadas a cabo (o financiadas) por organizaciones sin ánimo de lucro. 
Según datos de la OCDE (2015), más del 60% de la investigación en ciencia y técnica se lleva a cabo en industrias, el 20% en universidades y 10% por el gobierno. Comparativamente, en los países con menor PIB, como Portugal y México, la contribución de la industria es significativamente menor. El financiamiento gubernamental en ciertas industrias es mayor, y domina la investigación en ciencias sociales y humanidades. De manera similar, con algunas excepciones (por ejemplo, biotecnología) el gobierno provee la mayor parte de los fondos para la investigación en ciencia básica.[cita requerida] La investigación comercial se centra mayormente en el corto plazo, en función de las posibilidades de comercialización de innovaciones y nuevos productos, en lugar de proyectos de aplicación a largo plazo (tales como la fusión nuclear).
Según datos de UNESCO, el Gasto Bruto en Investigación y Desarrollo (GBID) mundial ascendió, en 2013, a 1.478.000 millones de dólares.

## Historia
En los siglos XVIII y XIX, cuando el ritmo del progreso tecnológico se incrementó durante la revolución industrial, la mayoría de la investigación científica y tecnológica se llevaba a cabo por individuos inventores con sus propios fondos. Un sistema de patentes fue desarrollado para permitir a los inventores un período de tiempo (usualmente de veinte años) para comercializar sus invenciones y recuperar la inversión, aunque en la práctica muchos encontraron esto difícil. Los talentos de un inventor no son los de un hombre de negocios, y hay muchos ejemplos de inventores (por ejemplo, Charles Goodyear) que obtuvieron poco dinero por su trabajo, mientras otros fueron capaces de llevarlo al mercado.[cita requerida]
En el siglo XX, la investigación científica y tecnológica se fue haciendo cada vez más sistematizada, en la medida en que las corporaciones descubrieron que la continua inversión en investigación y desarrollo era un elemento clave de éxito en una estrategia competitiva. La imitación por los competidores, eludiendo o simplemente burlando las patentes -especialmente aquellas registradas en el extranjero-, fue a menudo una estrategia exitosa para las empresas, en materia de organización, técnicas de la producción o comercialización. Un ejemplo clásico es el de Wilkinson Sword y Gillette en la máquina de afeitar desechable de mercado, donde el primero estuvo a la vanguardia tecnológica y el último en la comercial.[cita requerida]

## Financiación
A menudo los científicos aplican a convocatorias para la financiación de sus proyectos. Estas subvenciones requieren un proceso de selección, en el que las agencias consideran el perfil y la trayectoria de los investigadores, las instalaciones y equipamiento necesario, el tiempo involucrado y el potencial de los resultados de la producción científica. 

### Financiación pública
La investigación financiada por el gobierno puede ser llevada a cabo por el gobierno en sí, o a través de subsidios a investigadores externos. Los órganos que proporcionan financiación pública se refieren a menudo como consejos de investigación.
Los críticos de la investigación básica están preocupados de que la financiación de la investigación para el desarrollo de conocimiento en sí mismo no genera un gran retorno. Sin embargo, las innovaciones científicas a menudo son el preludio o la inspiración de nuevas ideas en forma involuntaria. Por ejemplo, el trabajo de la NASA para llevar al hombre a la luna ha inspirado el desarrollo de mejores técnicas de grabación de sonido y tecnologías de escritura. La investigación de la NASA fue impulsada por la industria de la música, que la utilizó para desarrollar casetes de audio. Por ser más pequeños y capaces de almacenar mayor cantidad de música, estos dispositivos rápidamente dominaron el mercado.[cita requerida]
El patrocinio gubernamental de la investigación puede no hacer reclamos de propiedad intelectual, mientras que la investigación privada en general reclama derechos sobre la propiedad de los descubrimientos que se está pagando a través de los desarrollos. 

### Financiación privada
La financiación privada de la investigación proviene de filántropos, micromecenazgo, empresas privadas, fundaciones sin fines de lucro y organizaciones profesionales. Filántropos y fundaciones invierten en una amplia variedad de investigaciones científicas, incluyendo la investigación básica, descubrimiento de cura de enfermedades, física de partículas, astronomía, ciencias marinas y medio ambiente. Muchas grandes empresas de tecnología destinan miles de millones de dólares en investigación y desarrollo cada año, para obtener ventajas e innovación sobre sus competidores. No obstante, sólo alrededor de un 42% de estos fondos se destina a proyectos que se consideran sustancialmente nuevos o capaces de producir avances radicales. Algunas emprendimientos emergentes tecnológicos buscan fondos de micromecenazgo, capitales de riesgo e inversionistas ángel, o se valen de incubadoras de proyectos, con el objetivo de alcanzar la autosuficiencia en el mediano plazo.
Ejemplos de empresas que financian la investigación básica incluyen a IBM (la superconductividad de alta temperatura fue descubierta por IBM patrocinando investigación experimental básica en 1986), L'Oréal (que creó el premio L'Oréal de la Unesco para mujeres científicas y financia pasantías), AXA (que puso en marcha un Fondo de Investigación en 2008 y financia instituciones académicas.

### Dinero duro o dinero blando
En los contextos académicos, dinero duro se refiere a los fondos recibidos de un gobierno u otra entidad a intervalos regulares, proporcionando un flujo continuo de recursos para el beneficiario. Por el contrario, dinero blando se refiere a la financiación proporcionada por medio de la convocatorias de subsidios de investigación y la presentación de propuestas de subvención.
El dinero duro es generalmente emitido por el gobierno para el avance de algunos proyectos o para el beneficio de organismos específicos. La investigación en asistencia sanitaria, por ejemplo, puede ser apoyada por el gobierno a través de dinero duro. Ya que los fondos son desembolsados de forma regular y continua, las oficinas a cargo de estos proyectos son capaces de lograr sus objetivos de manera más efectiva que si se han emitido una sola vez los subsidios.
Los trabajos individuales en un instituto de investigación pueden ser clasificados como posiciones de dinero duro o blando. Las primeras proporcionan seguridad en el trabajo debido a que su financiación está asegurada en el largo plazo, mientras que el contrato "suave" de puestos depende de las fluctuaciones en el número de subsidios otorgados a la institución.

## Influencia en la investigación
La fuente de financiación puede introducir, consciente o inconscientemente, sesgos en el trabajo del investigador. La declaración de potenciales conflictos de interés, es una herramienta utilizada por revistas biomédicas para garantizar la credibilidad y la transparencia del proceso científico. Sin embargo, estas declaraciones no son siempre requeridas. 
Cuando la investigación es financiada por una agencia interesada en obtener un resultado favorable, puede existir un potencial sesgo de los resultados y la investigación, mostrando resultados más favorables de lo que cabría esperar desde un punto de vista objetivo. En un estudio sistemático realizado en 2003, investigadores encontraron una asociación estadísticamente significativa entre el patrocinio de la industria y los resultados pro-industria, concluyendo que "los conflictos de interés que surgen de estos lazos pueden influir en la investigación biomédica en forma importante". Un estudio Británico encontró que una mayoría de los miembros de los comités de política alimentaria  a nivel nacional reciben financiamiento de las empresas de alimentos.
En un esfuerzo para reducir los costos, la industria farmacéutica se ha convertido al uso de grupos de investigación privados, organizaciones de investigación por contrato, que pueden hacer el trabajo por menos dinero que los investigadores académicos. 

## Leer más (inglés)
- Eisfeld-Reschke, Jörg, Herb, Ulrich, & Wenzlaff, Karsten (2014). Research Funding in Open Science. In S. Bartling & S. Friesike (Eds.), Opening Science (pp. 237–253). Heidelberg: Springer.  doi 10.1007/978-3-319-00026-8_16
- «Open science's final frontier». Research Europe Magazine. 31 de julio de 2014. Archivado desde el original el 3 de septiembre de 2014. Consultado el 30 de agosto de 2014.
- Martinson, Brian C. et al. (2005). «Scientists behaving badly». Nature 435 (7043): 737-738. Bibcode:2005Natur.435..737M. PMID 15944677. doi:10.1038/435737a.
- Mello, Michelle M. (2005). «Academic Medical Centers' Standards for Clinical-Trial Agreements with Industry». New England Journal of Medicine 352 (21): 2202-2210. PMID 15917385. doi:10.1056/nejmsa044115.
- «The Decline of Unfettered Research». 4 de octubre de 1995. Consultado el 2 de noviembre de 2007.